# Мори, Кадзутоси
Кадзутоси Мори (яп. 森 和俊 Мори Кадзутоси, род. 7 июля 1958, Курасики) — японский учёный. Труды в основном посвящены молекулярной биологии и цитологии. Лауреат многих престижных премий.

## Биография
Родился в 1958 году в Курашики, Окаяма. В 1985 году получил степень доктора философии в Киотском университете, после чего стал доцентом фармацевтического университета Гифу, а в 1989 году поступил в докторнатуру Техасского университета. С 1993 по 1999 год был сотрудником в Исследовательском институте белков теплового шока в Киото, а с 1999 года работает в Киотском университете.

## Научная деятельность
Получил известность как исследователь процессов в эндоплазматическом ретикулуме. Выявид основные механизмы развернутого белкового ответа UPR дрожжей и млекопитающих.

## Награды
Среди наград:
- Премия Уайли (2005)
- Осакская научная премия[яп.] (2008)
- Международная премия Гайрднера (2009)
- Медаль с Пурпурной Лентой[яп.] (2010)
- Премия Уэхара[яп.] (2011)
- Премия Асахи (2013)
- Премия Альберта Ласкера за фундаментальные медицинские исследования (2014)[6]
- Премия Шао (2014)
- Медиакомпания «Thomson Reuters» включила Мори Кадзутоси в свой список наиболее вероятных кандидатов на получение Нобелевской премии (в 2015 году)
- Императорская премия Японской академии наук (2016)
- Премия за прорыв в области медицины (2018)
- Keio Medical Science Prize[англ.] (2023)
- BBVA Foundation Frontiers of Knowledge Award (2023)